# (7027) Toshihanda
(7027) Toshihanda (1993 XT) – planetoida z pasa głównego asteroid okrążająca Słońce w ciągu 7,89 lat w średniej odległości 3,96 j.a. Odkryta 11 grudnia 1993 roku.